# Відчуття, що час щось робити вже минув
«Відчуття, що час щось робити вже минув» (англ. The Feeling That the Time for Doing Something Has Passed) — американська кінокомедія 2023 року режисерки та сценаристки Джоанни Арноу, що також виступила монтажеркою, зі Скоттом Коеном, Бабаком Тафті, Арноу, Майклом Сиріл Крейтон та Алісією Райнер у головних ролях. Виконавчим продюсером кінострічки став Шон Бейкер.
Світова прем'єра «Відчуття, що час щось робити вже минув» відбулася на Каннському кінофестивалі 2023 року в секції «Двотижневик режисерів» 19 травня 2023 року.

## Акторський склад
- Скотт Коен — Аллен
- Бабак Тафті — Кріс
- Джоанна Арноу — Енн
- Майкл Сиріл Крейтон — Карл
- Алісія Райнер — сестра
- Кіт Поулсон — Саймон
- Пітер Вак — Томас

## Прем'єра
Світова прем'єра фільму відбулася 19 травня 2023 року на Каннському кінофестивалі в секції «Двотижневик режисерів». Незабаром після цього Magnolia Pictures придбала права на дистрибуцію фільму в США. Фільм також показали на Міжнародному кінофестивалі в Торонто 2023 року 9 вересня 2023 року, Нью-Йоркському кінофестивалі 2023 року 5 жовтня 2023 року та фестивалі Американського інституту кіномистецтва 27 жовтня 2023 року.

## Огляди
На сайті агрегатора рецензій Rotten Tomatoes 100% з 14 рецензій критиків є позитивними, із середньою оцінкою 7,50/10. Metacritic, який використовує середньозважену оцінку, надав фільму 75 балів зі 100, ґрунтуючись на відгуках 6 критиків, що свідчить про «загалом схвальні» рецензії.